# Лудвиг Вилхелм Баварски (1831 – 1920)
Лудвиг Вилхелм Баварски (на немски: Ludwig Wilhelm Herzog in Bayern; * 21 юни 1831, Мюнхен; † 6 ноември 1920, Мюнхен) от рода Вителсбахи, е херцог в Бавария и баварски генерал.

## Биография
Той е най-големият син на херцог Максимилиан Йозеф Баварски (1808 – 1888) и Лудовика Баварска (1808 – 1892), дъщеря на баварския крал Максимилиан I. Сестра му Елизабет (Сиси) е омъжена за австрийския император Франц Йозеф I.
Лудвиг прави военна кариера в баварската армия, става майор и през юли 1883 г. генерал на кавалерията. През 1854 г. става рицар на австрийския Орден на Златното руно.
Лудвиг Вилхелм Баварски се жени през 1859 г. морганатически за артистката Хенриета Мендел и се отказва от правата си.
Умира на 89 години от болно сърце на 6 ноември 1920 г. Погребан е в гробището „Остфридхоф“ в Мюнхен.

## Брак и потомство
Жени се два пъти:
∞ 1. 28 май 1859 г. в Аугсбург морганатично за артистката в Дармщат и в Аугсбург Хенриета Мендел, от 19 май 1859 фрайфрау фон Валерзее (* 31 юли 1833, Дармщат; † 12 ноември 1891, Мюнхен), дъщеря на Адам Мендел и Анна София Мюлер, от която има син и дъщеря:
- Мари Луиз Елизабет Мендел (* 24 февруари 1858, Аугсбург; † 4 юли 1940, Аугсбург), извънбрачна и припозната; от 1877 г. графиня Лариш-Мьоних, ∞ 1. 20 октомври 1877 в замъка в Гьодьольо (развод на 3 декември 1896 във Виена) за граф Георг Лариш фон Мьоних, от когот има трима сина и две дъщери 2. 15 май 1897 г. в Мюнхен за Ото Брукс, от когото има един син 3. 2 септември 1924 г. в Елизабет, Ню Джърси (развод 1928), за Уилям Х. Майерс (* 20 август 1859, Небраска), от когото няма деца.
- Карл Емануел фон Валерзее (* 9 май 1859, Аугсбург; † 1 август 1859, пак там)

∞ 2. 19 ноември 1892 г. в Мюнхен морганатично (развод 11 юли 1913 пак там) за 21-годишната артистка и балет-танцьорка в дворцовия театър в Мюнхен Барбара Антония Барт (* 25 октомври 1871, Мюнхен; † 23 май 1956, Гармиш-Партенкирхен), от 16 ноември 1892 г. на „Фрау фон Бартолф“, дъщеря на Лудвиг Барт и Мария Клара Байхл, от която няма деца.
- Хенриета Мендел, първа съпруга
- Антония Барт, втора съпруга
- Мария Луиза, дъщеря

## Филм
- Sisis berühmte Geschwister, BR-Dokumentation von Bernhard Graf, 2016